# Никон Печерский
Ни́кон Пече́рский (Никон Вели́кий; ? — 23 марта 1088) — древнерусский церковный деятель XI века, игумен Киево-Печерского монастыря в 1078—1088 годах, основатель храма и монастыря во имя Пресвятой Богородицы в Тмутаракани, учёный-летописец, православный святой.
Память в Православной церкви совершается: 23 марта (5 апреля) и 22 сентября (5 октября) в Соборе Тульских святых и 28 сентября (11 октября) в Соборе преподобных отцев Киево-Печерских, в Ближних пещерах (преподобного Антония) почивающих.

## Биография

### Происхождение
О судьбе Никона до появления в Киево-Печерском монастыре ничего не известно.
Никон был одним из первых сподвижников преподобного Антония Печерского, основателя Киево-Печерского монастыря, к которому пришёл не позднее 1058 года, уже будучи иереем и монахом. Он постригал в обители всех новоприходящих иноков и в их числе Феодосия Печерского. Нестор Летописец даёт ему характеристики «умудренного» и «великого». Первая отражает высокую степень образованности, вторая — особый авторитет среди русских монахов. Никон на данном этапе жизни фактически являлся лидером монахов Киевской Руси.
Высокое положение Никона дало М. Д. Присёлкову основания предположить, что под именем Никона принял схиму опальный митрополит Иларион, создавший пещеру, в которой позже поселился Антоний, и якобы вернувшийся в неё после смерти Ярослава, где и продолжил своё литературное творчество и борьбу за повышение авторитета русской церкви. В качестве доказательства такой гипотезы выступают общие идеи в «Слове о законе и благодати» Илариона и в «Повести временных лет», часть которой, как полагают, написал Никон.
Против такого отождествления также имеется ряд аргументов. Во-первых, политические позиции Илариона и Никона расходятся в оценке роли княжеской власти. Во-вторых, в летописи об Иларионе сказано: «мужь благ, книжен и постник», чего не сказал бы Никон о самом себе, если бы он был Иларионом. Правда, эти слова принадлежат анонимному летописцу конца XI века, так называемому ученику Феодосия. Кроме того, Иларион был современником князя Владимира и священником в его княжеском селе, а значит, не смог бы дожить до 1088 года. Некоторые общие идеи и высокий уровень образования, которые сближают Илариона и Никона, являются следствием складывания в Киеве в 1030-х — 1050-х годах мощного просветительского центра.

### Конфликт с князем
Пострижение в начале 1060-х гг. в монахи великокняжеского придворного Ефрема и боярского сына Варлаама навлекало на обитель Антония и особенно на Никона сильное негодование великого князя киевского Изяслава.
Когда же узнал князь Изяслав, что произошло с боярином и со скопцом его, то страшно разгневался и приказал привести к себе того, кто дерзнул все это сделать. Тотчас же пошли и привели великого Никона к князю. Князь же, в гневе обратившись к Никону, спросил его: «Ты ли тот, кто постриг боярина и скопца без моего повеления?» Никон же отвечал: «По благодати божьей я постриг их, по повелению небесного царя и Иисуса Христа, призвавшего их на такой подвиг». Князь же отвечал так: «Или убеди их вернуться по домам, или же и ты заточен будешь, и те, кто с тобою, а пещеру вашу засыплю». На это Никон отвечал так: «Если, владыка, угодно тебе так поступить — делай, а мне не подобает совращать воинов царя небесного». Антоний же и все, кто были с ним, взяв одеяния свои, покинули своё место, намереваясь уйти в другую землю. В то время, когда разгневанный князь ещё укорял Никона, пришел один из его отроков и поведал, что Антоний и все остальные уходят из их города в другую землю. Тогда обратилась к князю жена его: «Послушай, господин, и не гневайся. Вот так же случилось и в нашей стране: когда из-за какой-то беды покинули её черноризцы, то много напастей претерпела та земля, так остерегайся же, господин, чтобы не случилось того же в твоей земле». Услышав это, князь устрашился гнева божьего и отпустил великого Никона, повелев ему вернуться в свою пещеру. За остальными же послал, передав им, чтобы с молитвами возвращались бы назад. Их же почти три дня убеждали, прежде чем вернулись они в свою пещеру…
В итоге конфликт завершился разгромом монашеской обители воинами княжеского боярина Иоанна, отца Варлаама.

### Путешествия в Причерноморье
После конфликта в 1061 году Никон и другой чернец из монастыря святого Мины, в прошлом боярин, ушли из Киево-Печерского монастыря, желая поселиться отдельно от других. Они отправились вниз по Днепру на берег Чёрного моря и там разлучились: боярин отправился на остров по пути к Константинополю, а Никон — на «остров Тмутороканский» и там нашёл «место свободное вблизи города», где и обосновался. Никон основал церковь и монастырь святой Богородицы, почитая за образец себе Печерский монастырь.
В борьбе за Тмутаракань между князем Глебом, сыном Святослава Ярославича, и Ростиславом, сыном Владимира Ярославича, Никон поддержал Ростислава, а также сблизился с воеводой Вышатой, сыном Остромира. Однако в феврале 1067 года Ростислав был отравлен византийским наместником из Херсонеса.
В 1067 году Никон отправился к Святославу с поручением жителей Тмутаракани добиться поставления в город нового князя вместо умершего Ростислава. По пути он посетил Киево-Печерский монастырь, где игуменом к тому времени был Феодосий, упросивший Никона вернуться. Он доехал с князем Глебом до Тмутаракани, уладил монастырские дела и в 1068 году вернулся к Феодосию.
В период междоусобицы, когда Изяслав был изгнан из Киева (1073—1077 гг.) Святославом и Всеволодом, Никон был вынужден снова на несколько лет уехать в Тмутаракань. Вплоть до смерти Никон был тесно связан с Тмутараканью, сведения о событиях в ней содержаться в летописи до начала 1094 года.
Судя по данным «Повести временных лет», Никон был хорошо знаком не только с Тмутараканью и днепровским путём, но, возможно, за время своих путешествий бывал и в Херсонесе, топография которого описана им в рассказе о крещении Владимира. В летописи он также свидетельствует об остатках древних славянских городищ в районе устьев Днестра (города тиверцев и уличей) и Дуная (городок Киевец).

### Положение Никона в Киево-Печерском монастыре
После возвращения в 1068 году Никон «со всей радостью» подчинялся Феодосию, а игумен очень любил его, «почитая словно отца», часто поручал братьев Никону, «ибо был он среди них самый старший». Когда Феодосий «поучал братию в церкви духовными словами», то просил Никона «прочесть что-либо из книг в наставление братии».
В период 1068—1078 годов в Киево-Печерском монастыре определилось несколько групп, различавшихся в зависимости от характера монашеской практики и политических симпатий.
Первое — мистико-аскетическое — направление возглавлял Антоний, который после первого бегства Изяслава и прихода к власти князя-волхва Всеслава Полоцкого поддержал последнего. По возвращении Изяслава из Польши в 1069 году князь «начал гневаться на Антония из-за Всеслава», поэтому Антоний вынужден был бежать в Чернигов под покровительство Святослава.
Второе направление возглавлял Феодосий. Он выступал за общежитийную практику монашеской жизни и за строгое соблюдение канонов. Ему были чужды всякого рода проявления язычества в мирской жизни. Феодосий выступал за союз церкви и великого князя: князь одаривал монастырь землями, смердами и другими богатыми дарами, а монахи во всём поддерживали князя. В 1073 году Святослав и Всеволод пошли войной на Изяслава и вновь изгнали его. Феодосий, несмотря на тесную связь с Изяславом, через некоторое время под давлением вельмож и братии пошёл на союз с Святославом: «оставил князя в покое и с тех пор уже более не укорял его».
Во всех этих событиях Никон не упоминается. Возможно, он, как и Антоний, поддержал Всеслава и сопровождал его в легендарной поездке в Тмутаракань. Существует даже гипотеза, отождествляющая Никона и Бояна, чьё описание Всеслава вошло в «Слово о полку Игореве», однако кроме интереса к причерноморскому фольклору и возможного одновременного проживания в Тмутаракани ничего общего у них нет. Боян был близок к семье Святослава, но увлечение князя «гусельными гласами» резко осуждалось Феодосием и его окружением.
Никон не относился ни к «антониевской», ни к «феодосьевской» группировкам: он был самостоятельным лидером, «книжником», который на несколько десятилетий опередил развитие монастыря. Он был равно удалён и равно приближен к противоборствующим друг другу князьям. В летописи даётся одинаково положительная посмертная характеристика и Ростислава, и Глеба, с которыми Никон был знаком. Подобные посмертные характеристики Изяслава и его сына Ярополка говорят о том, что Никон был сторонником этой ветви княжеского рода.
А великий Никон, видя княжеские распри, удалился с двумя черноризцами на упомянутый выше остров, где в прошлом основал монастырь, хотя много раз умолял его блаженный Феодосий не разлучаться с ним, пока оба живы, и не покидать его. Но не послушал его Никон…(Житие Феодосия Печерского)
В 1074 году, когда Феодосий был при смерти, в монастыре разгорелся конфликт между группами монахов за назначение следующего игумена. Никон среди претендентов не упоминается. Вернулся Никон в монастырь лишь после смерти Феодосия и возвращения Изяслава (1077 год).

### Игуменство Никона
Никон был избран игуменом Печерского монастыря в 1078 году и пробыл им до смерти в 1088 году. Он старался продолжить все начинания Феодосия и описывается как строгий, но отходчивый начальник братии. Этот период отмечается продолжением распрей среди монахов, которые начались ещё при Феодосии и Стефане. В летописи говорится о побоях, которые Никон учинял некоторым монахам. Те, в свою очередь, не подчинялись установлениям и иногда видели на месте Никона осла.
Под надзором Никона в 1083 году великая Печерская церковь была украшена византийскими мастерами иконами и мозаикой, и здесь начал свою работу первый известный русский иконописец Алипий Печерский. В связи с этим эпизодом упоминается изображение Феодосия и Антония, которое Никон демонстрирует пришедшим мастерам. Однако церковь не была освящена вплоть до смерти Никона, что, видимо, вызвано напряжёнными отношениями митрополии и монастыря. М. Д. Присёлков считает, что Никон готовил канонизацию Феодосия, в связи с чем Нестор Летописец работал над его житием, а главная церковь монастыря — украшалась.
Также Киево-Печерский патерик делает акцент на роли Никона как свидетеля при заключении имущественных сделок и духовных братств под покровительством Богородицы.
Умер Никон в 1088 году (хотя высказываются предположения о более позднем сроке — 1094 год). Погребён в Киево-Печерском монастыре.

## Вклад Никона в русское летописание

### Гипотеза и оценка вклада Никона в развитие русского летописания
Гипотеза о том, что Никон вёл летопись, которая в последующем была продолжена и вошла в состав «Повести временных лет» Нестора Летописца, поддерживалась А. А. Шахматовым, М. Д. Присёлковым и Д. С. Лихачёвым. Она основывается на совпадении периодов жизни Никона со сведениями летописи о событиях в Киеве и Тмутаракани. Считается, что Никон создал так называемый летописный свод 1070-х гг. Называется также дата составления свода — 1073 год. Авторству Никона приписывается большое число статей летописи, но однозначных доказательств его авторства не существует.
М. Алешковский игнорирует Никона как летописца. По хронологии Шахматова нет редакций Древнейшего свода, попадающих на одиннадцать лет игуменства Никона, а рассказы или записки Никона могли попасть в летопись, может быть, уже после его смерти. И в этом не было личной заслуги Никона ни как летописца, ни как игумена.
Сторонники гипотезы о летописании Никона считают его зачинателем на Руси летописного жанра как такового: он якобы впервые ввёл погодное изложение и указания точных дат. М. К. Каргер назвал Никона первым археологом Киева, основываясь на характере его заметок, касающихся событий прошлых веков. Никон в своих путешествиях якобы наблюдал за расположением тех или иных исторических объектов и собирал фольклорные материалы, затем включая в летопись. На основе этих заметок Каргер и другие археологи восстановили очертания Киева X—XI веков. Более того, по мнению исследователей, Никон впервые обратился к актовому материалу, включив в летопись тексты договоров Руси и Византии X века и пересмотрев всю хронологию ранней русской истории. Последний тезис, однако, не имеет доказательств, так как в Новгородской первой летописи тексты договоров отсутствуют, но читаются комментарии Никона.
В период 1050-х — 1080-х годов помимо Печёрской летописи, которую предположительно вёл Никон, существовали летописи в Новгороде (следы свода 1050-х годов в Новгородской первой летописи), древняя летопись, используемая Иаковом Мнихом в «Памяти и похвале князю Владимиру», а также летопись, используемая византийским хронистом рубежа XI—XII веков Иоанном Скилицей. Отличие труда Никона, по словам Д. С. Лихачёва, состоит в том, что он «как историк стоит выше» своих предшественников и современников. Он комментирует записи предшественников, проверяет истинность тех или иных утверждений через другие источники, связывает информацию из разных частей летописи, излагает несколько версий, доказывая одну из них. Это типичные для античной исторической мысли приёмы. Между тем, по мнению Лихачёва, благодаря работе Никона «рождается новый жанр, которого не знала византийская литература, — летописание». Окончательно жанр русского летописания сформируется в период 1090-х — 1110-х годов.

### Выделение сведений Никона
Никон переписывал и редактировал более ранние летописи, которые велись в Киеве, — свод конца X века и свод 1030-х годов — и затем дополнял их сведениями периода 1061—1088 годов. При этом текст Никона до нас не дошёл, некоторые сведения до 1088 года были вставлены позже другими летописцами: учеником Феодосия (1090-е годы), Нестором Летописцем (около 1113 года) и Сильвестром. Некоторые сведения о своде Никона можно извлечь, сличая текст Сильвестра с текстом Новгородской первой летописи, в которой отразился новгородский свод 1040-х — 1050-х годов, составленный на основе первых летописей, а также сравнивая «Повесть временных лет» и сведения Иакова Мниха.
Маркерами, позволяющим выделить сведения Никона, являются фраза «до сего дня» и упоминание имён киевлян, живших в 1060-е годы. Наиболее вероятно принадлежащими Никону являются сведения следующих статей «Повести временных лет».:
В недатированной части:
- Дополнения к легенде о Кие: «Сидел Кий на горе, где ныне подъём Боричев, а Щек сидел на горе, которая ныне зовется Щековица, а Хорив на третьей горе, которая прозвалась по имени его Хоривицей». И полемический рассказ о Кие, начинающийся со слов «Некоторые же, не зная, говорят, что Кий был перевозчиком…»;
- Дулебы же жили по Бугу, где ныне волыняне, а уличи и тиверцы сидели по Днестру и возле Дуная. Было их множество: сидели они по Днестру до самого моря, и сохранились города их и доныне…
- И если кто умирал, то устраивали по нем тризну, а затем делали большую колоду, и возлагали на эту колоду мертвеца, и сжигали, а после, собрав кости, вкладывали их в небольшой сосуд и ставили на столбах по дорогам, как делают и теперь ещё вятичи.
- И есть поговорка на Руси и доныне: «Погибли, как обры».
- Легенда о хазарской дани киевлян мечами, заканчивающаяся словами «…Владеют русские князья хазарами и по нынешний день» (последнее упоминание хазар — 1083 год, все упоминания в XI веке связаны с Тмутараканью).

В датированных статьях:
- 6390 (882) И убили Аскольда и Дира, отнесли на гору и погребли Аскольда на горе, которая называется ныне Угорской, где теперь Ольмин двор; на той могиле Ольма поставил церковь святого Николы; а Дирова могила — за церковью святой Ирины.
- 6420 (912) Оплакивали его все люди плачем великим, и понесли его, и похоронили на горе, называемою Щековица; есть же могила его и доныне, слывет могилой Олеговой.
- 6453 (945) О заключении договора Игоря с Византией: А христиан русских приводили к присяге в церкви святого Ильи, что стоит над Ручьем в конце Пасынчей беседы и Хазар, — это была соборная церковь, так как много было христиан — варягов (а хрестеяную Русь водиша роте в церкви святаго Ильи, яже есть надъ Ручаемъ, конець Пасынъче бе седы, и Козаре: мнози бо беша Варязи хрестияны).
- 6453 (945) И погребен был Игорь, и есть могила его у Искоростеня в Деревской земле и до сего времени.
- 6453 (945) И послали древляне лучших мужей своих, числом двадцать, в ладье к Ольге, и пристали в ладье под Боричевым. Ведь вода тогда текла возле Киевской горы, а люди сидели не на Подоле, но на горе. Город же Киев был там, где ныне двор Гордяты и Никифора, а княжеский двор был в городе, где ныне двор Воротислава и Чудина, а место для ловли птиц было вне города; был вне города и другой двор, где стоит сейчас двор доместика, позади церкви святой Богородицы; над горою был теремной двор — был там каменный терем.
- 6455 (947) Отправилась Ольга к Новгороду и установила по Мсте погосты и дани и по Луге — оброки и дани, и ловища её сохранились по всей земле, и есть свидетельства о ней, и места её и погосты, а сани её стоят в Пскове и поныне, и по Днепру есть места её для ловли птиц, и по Десне, и сохранилось село её Ольжичи до сих пор.
- 6485 (977) И похоронили Олега в поле у города Овруча, и есть могила его у Овруча и до сего времени.

(Здесь автор строк, возможно, не осведомлён о том, что в 1044 году кости Олега были крещены и перенесены в Десятинную церковь, как и в случае с мощами Ольги, либо речь идёт о сохранении княжеского кургана).
- 6488 (980) И пришёл Владимир к Киеву с большим войском, а Ярополк не смог выйти ему навстречу и затворился в Киеве со своими людьми и с Блудом, и стоял Владимир, окопавшись, на Дорогожиче — между Дорогожичем и Капичем, и существует ров тот и поныне… И послушался его Ярополк, выбежал из Киева и затворился в городе Родне в устье реки Роси, а Владимир вошёл в Киев и осадил Ярополка в Родне, И был там жестокий голод, так что осталась поговорка и до наших дней: «Беда как в Родне»… Владимир же, услышав это, вошёл в отчий двор теремной, о котором мы уже упоминали, и сел там с воинами и с дружиною своею.
- 6488 (980) И стал Владимир княжить в Киеве один, и поставил кумиры на холме за теремным двором… и на том холме стоит ныне церковь святого Василия.
- 6492 (984) И послал Владимир Волчьего Хвоста вперед себя, и встретил тот радимичей на реке Пищане, и победил радимичей Волчий Хвост. Оттого и дразнят русские радимичей, говоря: «Пищанцы от волчьего хвоста бегают». Были же радимичи от рода ляхов, пришли и поселились тут и платят дань Руси, повоз везут и доныне. (Сведения о происхождении радимичей заимствованы из недатированной части).
- 6496 (988) «Корсунская легенда» о крещении Владимира: Крестился же он в церкви святого Василия, а стоит церковь та в городе Корсуни посреди града, где собираются корсунцы на торг; палата же Владимира стоит с края церкви и до наших дней, а царицына палата — за алтарем… Не знающие же истины говорят, что крестился Владимир в Киеве, иные же говорят — в Василеве, а другие и по-иному скажут… Поставил и церковь в Корсуни на горе, которую насыпали посреди города, выкрадывая землю из насыпи: стоит церковь та и доныне. Отправляясь, захватил он и двух медных идолов и четырёх медных коней, что и сейчас стоят за церковью святой Богородицы и про которых невежды думают, что они мраморные… И когда пустили Перуна и прошёл он пороги, выбросило его ветром на отмель, и оттого прослыло место то Перунья отмель, как зовется она и до сих пор.
- 6527 (1019) О смерти Святополка: Не мог он вытерпеть на одном месте, и пробежал он через Польскую землю, гонимый Божиим гневом, и прибежал в пустынное место между Польшей и Чехией, и там бедственно окончил жизнь свою. Есть могила его в том пустынном месте и до сего дня. Исходит же из неё смрад ужасен. (Точное место могилы не указано: возможно, фраза имеет исключительно богословский характер и не принадлежит к историческим изысканиям Никона).
- 6544 (1036) Печенеги пошли на приступ и схватились на месте, где стоит ныне святая София, митрополия русская: было здесь тогда поле вне града.

Статьи, написанные Никоном, основанные на сведениях из Тмутаракани и рассказах Вышаты о событиях в Новгороде :
- 6529 (1021) — 6534 (1026) и 6544 (1036) О князе Мстиславе.
- 6546 (1038) — 6551 (1043) Послал Ярослав сына своего Владимира на греков и дал ему много воинов, а воеводство поручил Вышате.

Статьи об усобицах, написанные Никоном как очевидцем:
- 6552 (1044) Всеслав… сел на столе, мать же родила его от волхвования. Когда мать родила его, на голове его оказалось язвено, и сказали волхвы матери его: «Это язвено навяжи на него, пусть носит его до смерти». И носит его на себе Всеслав и до сего дня; оттого и не милостив на кровопролитие.
- 6573 (1065) — 6577 (1069)
- 6576 (1068) Описание восстания в Киеве: И стали люди роптать на воеводу Коснячка; пошли на гору с веча, и пришли на двор Коснячков, и, не найдя его, стали у двора Брячислава, и сказали: «Пойдем освободим дружину свою из темницы». И разделились надвое: половина их пошла к темнице, а половина их пошла по мосту, эти и пришли на княжеский двор. Изяслав в это время на сенях совет держал с дружиной своей, и заспорили с князем те, кто стоял внизу. Когда же князь смотрел из оконца, а дружина стояла возле него, сказал Тукы, брат Чудина, Изяславу: «Видишь, князь, люди расшумелись; пошли, пусть постерегут Всеслава». И пока он это говорил, другая половина людей пришла от темницы, отворив её. И сказала дружина князю: «Злое содеялось; пошли ко Всеславу, пусть, подозвав его обманом к оконцу, пронзят мечом». И не послушал того князь. Люди же закричали и пошли к темнице Всеслава. Изяслав же, видя это, побежал со Всеволодом со двора, люди же освободили Всеслава из поруба — в 15-й день сентября — и прославили его среди княжеского двора. Двор же княжий разграбили — бесчисленное множество золота и серебра, в монетах и слитках.

Статьи о церковных делах, написанные Никоном как очевидцем:
- 6580 (1072) Перенесли святых страстотерпцев Бориса и Глеба. …И митрополита объял ужас, ибо не твердо верил он в них (Бориса и Глеба); и пал ниц, прося прощения. Поцеловав мощи Борисовы, уложили их в гроб каменный. После того, взяв Глеба в каменном гробу, поставили на сани и, взявшись за веревки, повезли его. Когда были уже в дверях, остановился гроб и не шёл дальше. …И управлял тогда Вышгородом Чудин, а церковью Лазарь.
- 6581 (1073) В этот же год основана была церковь Печерская игуменом Феодосием и епископом Михаилом, а митрополит Георгий был тогда в земле Греческой…

Посмертные характеристики князей, о которых писал Никон, данные в одном стиле:
- 6544 (1036) Был же Мстислав могуч телом, красив лицом, с большими очами, храбр на ратях, милостив, любил дружину без меры, имения для неё не щадил, ни в питье, ни в пище ничего не запрещал ей. (Никон лично не знал князя, но слышал о нём от его дружинников).
- 6574 (1066) Был Ростислав муж доблестный, воинственный, прекрасен сложением и красив лицом и милостив к убогим.
- 6586 (1078) Был же Глеб милостив к убогим и любил странников, радел о церквах, горячо веровал, был кроток и лицом красив.
- 6586 (1078) Был же Изяслав муж красив видом и телом велик, незлобив нравом, ложь ненавидел, любя правду. Ибо не было в нём хитрости, но был прост умом, не воздавал злом за зло.
- 6594 (1086) О Ярополке: Так был блаженный князь этот тих, кроток, смирен и братолюбив, десятину давал святой Богородице от всего своего достояния ежегодно и всегда молил Бога…

Статья, в которой дано подробное топографическое описание и названы «современники» Никона:
- 6586 (1078) Убит был Иван Жирославич и Тукы, Чудинов брат, и Порей, и иные многие… И так как черниговцы не отворили ворот, то приступили к городу. Владимир же приступил к восточным воротам от Стрижени, и захватил ворота, и взял внешний город, и пожег его, люди же вбежали во внутренний город.

Последняя статья в период жизни Никона, в которой встречается маркер «до сего дня»:
- 6587 (1079) И возвратился Роман с половцами назад, и убили его половцы, месяца августа во 2-й день. И доселе ещё лежат кости его там, сына Святослава, внука Ярослава.